# Antharmostes marginata
Antharmostes marginata är en fjärilsart som beskrevs av W. Warren 1897. Antharmostes marginata ingår i släktet Antharmostes och familjen mätare. Inga underarter finns listade i Catalogue of Life.